# Tháp nước Ełku

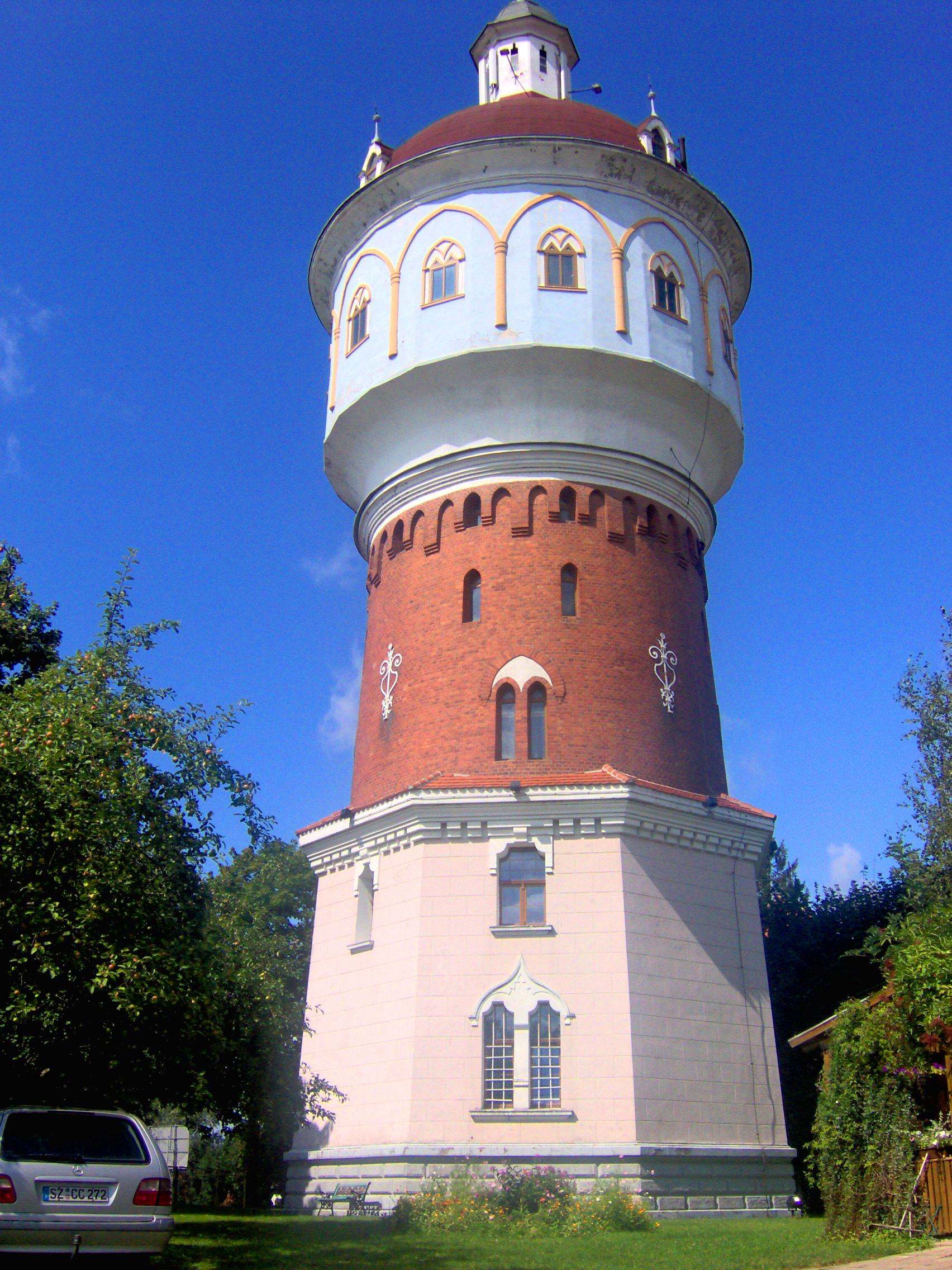
Di tích tháp nước ở Ełku

Tháp nước Ełku nằm ở Ełku (thuộc tỉnh Warmińsko-mazurskie), vị trí gần ngay ngã tư đường Listopada và Kajki của Thành phố Ełku, được xây dựng vào năm 1895 là một trong những tháp nước được bảo tồn tốt nhất ở Mazurskie. Đây là một di tích được bảo vệ nghiêm ngặt của chính phủ Ba Lan.

## Lịch sử
Tháp nước được sử dụng cho đến những năm 1970, bởi vì chỉ sau đó, một hệ thống cấp nước hiện đại đã được tạo ra trong thành phố và nó thay thế cho tháp nước này. Quá trình này được thực hiện như sau: nước được lấy từ sáu giếng sâu (nằm trong rừng cách Ełk khoảng 4 km) và được đựng trong một hồ chứa. Từ đây, nó được bơm qua một đường ống dài 7 km đến tháp nước, nơi nó được nâng lên độ cao tối đa và đạt được áp suất phù hợp, và lên đến 80%, tháp nước Ełku chảy qua mạng lưới phân phối 30 km. Vào thế kỷ 21, đèn nền của tháp đã được lắp đặt.

## Kiến trúc
Tháp nước là một tòa tháp 5 tầng với các tầng thứ nhất, thứ hai và thứ năm được trát. Trong đó các tầng thứ hai, thứ ba và thứ tư và thứ năm đượcphhuủ một lớp trang trí kiểu Arcade Cordon. Tầng thứ nhất và thứ hai được sắp xếp theo sơ đồ bát giác, chúng được mộc mạc hóa với các cửa được đặt trong một cổng thông tin lỗi lớn.